# Topomyia auriceps
Topomyia auriceps är en tvåvingeart som beskrevs av Steffen Lambert Brug 1939. Topomyia auriceps ingår i släktet Topomyia och familjen stickmyggor. Inga underarter finns listade i Catalogue of Life.